# مونیانو دل کاردیناله
مونیانو دل کاردیناله (به ایتالیایی: Mugnano del Cardinale) یک کومونه در ایتالیا است که در استان آولینو واقع شده‌است.

## خصوصیات
مونیانو دل کاردیناله ۱۲ کیلومترمربع مساحت و ۵٬۳۷۶ نفر جمعیت دارد.